# غرايم وايت
غرايم وايت (18 أبريل 1987 في المملكة المتحدة - ) (بالإنجليزية: Graeme White)‏ هو لاعب كريكت بريطاني. لعب مع نادي مقاطعة نورثامبتونشير للكريكت ‏ ونادي مقاطعة نوتنغهامشير للكريكت ‏.

## وصلات خارجية
- غرايم وايت على موقع إي آس بي آن كريك إنفو (الإنجليزية)